# I Hope You Dance
«I Hope You Dance» — песня американской кантри-певицы Ли Энн Вомэк (совместно с Sons of the Desert), вышедшая в марте 2000 года с её третьего студийного альбома I Hope You Dance (2000). Авторами песни выступили Тиа Силлерс (Tia Sillers) и Марк Сандерс.
Песня получила множество номинаций и наград, включая Грэмми, CMA Awards и награду Академии кантри-музыки ACM Awards в престижной категории «Лучшая песня года» (Song of the Year).
В 2024 году Rolling Stone поместил песню на 75-е место в своем рейтинге 200 величайших кантри-песен всех времен.

## Награды и номинации
Источник:
| Награда    | Категория                                | Результат |
| ---------- | ---------------------------------------- | --------- |
| Грэмми     | Лучшая запись года                       | Номинация |
| Грэмми     | Лучшая кантри-песня                      | Победа    |
| Грэмми     | Лучший женский кантри-вокал              | Номинация |
| ACM Awards | Песня года (Song of the Year)            | Победа    |
| ACM Awards | Сингл года (Single Record of the Year)   | Победа    |
| ACM Awards | Vocal Event of the Year                  | Победа    |
| CMA Awards | Vocal Event of the Year                  | Победа    |
| CMA Awards | Сингл года (Single of the Year)          | Победа    |
| CMA Awards | Видеоклип года (Music Video of the Year) | Победа    |

## Чарты

### Еженедельные чарты (вместе с Sons of the Desert)
| Чарт (2000)                       | Высшая позиция |
| --------------------------------- | -------------- |
| Canada Country Tracks (RPM)       | 1              |
| США (Billboard Hot 100)           | 14             |
| США (Billboard Hot Country Songs) | 1              |

### Еженедельные чарты (Lee Ann Womack)
| Чарт (2000)                        | Высшая позиция |
| ---------------------------------- | -------------- |
| Австралия (ARIA)                   | 65             |
| Canada Adult Contemporary (RPM)    | 75             |
| Нидерланды (Single Top 100)        | 89             |
| Новая Зеландия (Recorded Music NZ) | 44             |
| Великобритания (OCC UK Singles)    | 40             |
| США (Billboard Adult Contemporary) | 1              |
| США (Billboard Pop Airplay)        | 24             |
| США (Billboard Adult Pop Airplay)  | 13             |

### Итоговые годовые чарты
| Чарт (2000)                    | Позиция |
| ------------------------------ | ------- |
| U.S. Billboard Hot 100         | 87      |
| U.S. Billboard Country Singles | 7       |

## Сертификации
| Регион | Сертификация | Продажи    |
| --- | ------------ | ---------- |
| США (RIAA) · Physical | Платиновый   | 1 000 000^ |
| США (RIAA) · Digital | Платиновый   | 1 000 000* |
| * Данные о продажах приведены только на основе сертификации. ^ Данные о тиражах приведены только на основе сертификации. |              |            |